# Australische Cricket-Nationalmannschaft in Sri Lanka in der Saison 2022
Die Tour der australischen Cricket-Nationalmannschaft nach Sri Lanka in der Saison 2022 fand vom 7. Juni bis zum 11. Juli 2022 statt. Die internationale Cricket-Tour war Bestandteil der Internationalen Cricket-Saison 2022 und umfasste zwei Tests, fünf ODIs und drei Twenty20s. Die Tests waren Bestandteil der ICC World Test Championship 2021–2023. Sri Lanka gewann die ODI-Serie 3–2, Australien die Twenty20-Serie 2–1 und die Test-Serie endete 1–1 unentschieden.

## Vorgeschichte
Sri Lanka bestritt zuvor eine Tour in Bangladesch, für Australien war es die erste Tour der Saison. Das letzte Aufeinandertreffen der beiden Mannschaften bei einer Tour fand in der Saison 2021/22 in Australien statt.

## Stadien
Die folgenden Stadien wurden für die Tour als Austragungsort vorgesehen.
| Stadion                                            | Stadt   | Kapazität | Spiele                   |
| -------------------------------------------------- | ------- | --------- | ------------------------ |
| R. Premadasa Stadium (RPS)                         | Colombo | 35.000    | 3. – 5. ODI; 1. – 2. T20 |
| Galle International Stadium                        | Galle   | 35.000    | 1. & 2. Test             |
| Muttiah Muralitharan International Cricket Stadium | Kandy   | 35.000    | 1. & 2. ODI; 3. T20      |

## Kaderlisten
Australien benannte seine Kader am 29. April 2022.
Sri Lanka benannte seinen Twenty20-Kader am 1. Juni 2022.
| Test | Test | ODI | ODI | Twenty20 | Twenty20 |
| Sri Lanka | Australien | Sri Lanka | Australien | Sri Lanka | Australien |
| --- | --- | --- | --- | --- | --- |
| - Dimuth Karunaratne (K) - Dinesh Chandimal (WK) - Dhananjaya de Silva - Niroshan Dickwella (WK) - Lasith Embuldeniya - Asitha Fernando - Oshada Fernando - Vishwa Fernando - Prabath Jayasuriya - Praveen Jayawickrama - Chamika Karunaratne - Dilshan Madushanka - Lakshitha Manasinghe - Angelo Mathews - Kusal Mendis - Pathum Nissanka - Kamindu Mendis - Ramesh Mendis - Kasun Rajitha - Maheesh Theekshana - Jeffrey Vandersay - Dunith Wellalage | - Pat Cummins (K) - Steve Smith (VK) - Ashton Agar - Scott Boland - Alex Carey - Cameron Green - Josh Hazlewood - Travis Head - Jon Holland - Josh Inglis - Usman Khawaja - Marnus Labuschagne - Nathan Lyon - Mitchell Marsh - Glenn Maxwell - Mitchell Starc - Mitchell Swepson - David Warner | - Dasun Shanaka (K) - Charith Asalanka - Dushmantha Chameera - Dinesh Chandimal - Dhananjaya de Silva - Niroshan Dickwella - Asitha Fernando - Danushka Gunathilaka - Wanindu Hasaranga - Praveen Jayawickrama - Chamika Karunaratne - Pramod Madushan - Lahiru Madushanka - Kusal Mendis - Ramesh Mendis - Pathum Nissanka - Bhanuka Rajapaksa - Maheesh Theekshana - Nuwan Thushara - Jeffrey Vandersay - Dunith Wellalage | - Aaron Finch (K) - Ashton Agar - Alex Carey - Pat Cummins - Cameron Green - Josh Hazlewood - Travis Head - Josh Inglis - Matthew Kuhnemann - Marnus Labuschagne - Mitchell Marsh - Glenn Maxwell - Jhye Richardson - Kane Richardson - Steve Smith - Mitchell Starc - Marcus Stoinis - Mitchell Swepson - David Warner | - Dasun Shanaka (K) - Charith Asalanka - Dushmantha Chameera - Asitha Fernando - Nuwanidu Fernando - Danushka Gunathilaka - Wanindu Hasaranga - Praveen Jayawickrama - Chamika Karunaratne - Pramod Madushan - Lahiru Madushanka - Kusal Mendis - Ramesh Mendis - Pathum Nissanka - Matheesha Pathirana - Bhanuka Rajapaksa - Kasun Rajitha - Lakshan Sandakan - Maheesh Theekshana - Nuwan Thushara | - Aaron Finch (K) - Sean Abbott - Ashton Agar - Josh Hazlewood - Josh Inglis - Mitchell Marsh - Glenn Maxwell - Jhye Richardson - Kane Richardson - Steve Smith - Mitchell Starc - Marcus Stoinis - Mitchell Swepson - David Warner - Matthew Wade |

## Tour Matches
| 8. Juni Scorecard | Colombo (SCC) | Sri Lanka A 297-7 (50)            | – | Australia A 298-3 (47.4) |
|                   |               | Australia A gewinnt mit 7 Wickets |   |                          |

| 10. Juni Scorecard | Colombo (SCC) | Australia A 312 (48.4)            | – | Sri Lanka A 315-6 (48.5) |
|                    |               | Sri Lanka A gewinnt mit 4 Wickets |   |                          |

| 14. – 17. Juli Scorecard | Hambantota | Australia A 379 (88.1) & 212-5d (5) | – | Sri Lanka A 274 (79.1) & 249 (72) |
|                          |            | Australia A gewinnt mit 68 Runs     |   |                                   |

| 21. – 24. Juli Scorecard | Hambantota | Sri Lanka A 330-9d (90) & 290 (87) | – | Australia A 254 (74.3) & 370-5 (95) |
|                          |            | Australia A gewinnt mit 5 Wickets  |   |                                     |

## Twenty20 Internationals

### Erstes Twenty20 in Colombo
| 7. Juni Scorecard | Colombo (RPS) | Sri Lanka 128 (19.3)              | – | Australien 134-0 (14) |
|                   |               | Australien gewinnt mit 10 Wickets |   |                       |

Australien gewann den Münzwurf und entschied sich als Feldmannschaft zu beginnen. Für Sri Lanka konnten die Eröffnungs-Batter Pathum Nissanka und Danushka Gunathilaka eine erste Partnerschaft aufbauen. Gunathilaka schied nach 26 Runs aus und wurde durch Charith Asalanka ersetzt, der zusammen mit Nissanka eine Partnerschaft über 61 Runs erreichte. Nissanka schied nach 36 Runs aus und nach dem Verlust mehrerer Wickets war Wanindu Hasaranga der nächste Spieler, der sich etablieren konnte. Asalanka verlor nach 38 Runs sein Wicket und Hasaranga schied nach 17 Runs aus, womit es zu einer Vorgabe von 129 Runs kam. Beste Bowler für Australien waren Josh Hazlewood mit 4 Wickets für 16 Runs und Mitchell Starc mit 3 Wickets für 26 Runs. Für Australien konnten dann Kapitän Aaron Finch mit 61* Runs und David Warner mit 70* Runs die Vorgabe ohne Wicketverlust im 14. Over einholen. Als Spieler des Spiels wurde Josh Hazlewood ausgezeichnet.

### Zweites Twenty20 in Colombo
| 8. Juni Scorecard | Colombo (RPS) | Sri Lanka 124-9 (20)             | – | Australien 126-7 (17.5) |
|                   |               | Australien gewinnt mit 3 Wickets |   |                         |

Australien gewann den Münzwurf und entschied sich als Feldmannschaft zu beginnen. Sri lanka verlor früh seine Eröffnungs-Batter und so konnten sich Charith Asalanka und Kusal Mendis als erste Partnerschaft etablieren. Asalanka schied nach 39 Runs aus und wurde durch Bhanuka Rajapaksa ersetzt. Nachdem Mendis nach 36 Runs und Rajapaksa nach 13 Runs ausschieden, konnten noch Kapitän Dasun Shanaka 14 Runs und Wanindu Hasaranga 12 Runs erreichen und so die Vorgabe auf 125 Runs erhöhen. Beste Bowler für Australien waren Kane Richardson mit 4 Wickets für 30 Runs und Jhye Richardson mit 3 Wickets für 26 Runs. Für Australien erzielten die Eröffnungs-Batter Aaron Finch und David Warner eine Partnerschaft über 33 Runs. Finch schied nach 24 Runs aus und Warner nach 21 Runs. Daraufhin konnte Glenn Maxwell 19 Runs erreichen, bevor Matthew Wade mit 26* Runs die Vorgabe einholen konnte. Als Spieler des Spiels wurde Matthew Wade ausgezeichnet.

### Drittes Twenty20 in Kandy
| 11. Juni Scorecard | Kandy | Australien 176-5 (20)           | – | Sri Lanka 177-6 (19.5) |
|                    |       | Sri Lanka gewinnt mit 4 Wickets |   |                        |

Australien gewann den Münzwurf und entschied sich als Schlagmannschaft zu beginnen. Den australischen Eröffnungs-Battern, David Warner und Aaron Finch gelang eine erste Partnerschaft. Finch schied nach 29 Runs aus und Glenn Maxwell konnte an der Seite von Warner 16 Runs erreichen. Nach dessen Ausscheiden kam Steve Smith aufs Feld und Wander verlor sein Wicket nach 39 Runs. Smith fand mit Marcus Stoinis einen neuen Partner, der 38 Runs erreichte, bevor Matthew Wade zusammen mit Smith das Innings mit einer Vorgabe über 177 Runs beendete. Smith hatte bis dahin 37* Runs erreicht und Wade 13*. Bester Bowler für Sri Lanka war Maheesh Theekshana mit 2 Wickets für 25 Runs. Von den sri-lankischen Eröffnungs-Battern konnte sich zunächst Pathum Nissanka etablieren. An seiner Seite erzielte Danushka Gunathilaka 15 Runs und Charith Asalanka 26 Runs. Nachdem Nissanka nach 27 Runs ausgeschieden war, konnte Bhanuka Rajapaksa 16 Runs erreichen. Es folgte eine Partnerschaft zwischen Kapitän Dasun Shanaka und Chamika Karunaratne, die zusammen mit 69* Runs die Vorgabe zwei Bälle vor Schluss einholten. Shanaka erreichte dabei ein Half-Century über 54* Runs und Karunaratne 14* Runs. Beste australische Bowler waren Marcus Stoinis mit 2 Wickets für 8 Runs und Josh Hazlewood mit 2 Wickets für 25 Runs. Als Spieler des Spiels wurde Dasun Shanaka ausgezeichnet.

## One-Day Internationals

### Erstes ODI in Kandy
| 14. Juni Scorecard | Kandy | Sri Lanka 300-7 (50)                          | – | Australien 282-8 (42.3/44) |
|                    |       | Australien gewinnt mit 2 Wickets (D/L method) |   |                            |

Sri Lanka gewann den Münzwurf und entschied sich als Schlagmannschaft zu beginnen. Die Eröffnungs-Batter Danushka Gunathilaka und Pathum Nissanka erzielten eine Partnerschaft über 114 Runs, bevor in kurzer Folge Gunathilaka nach einem Fifty über 55 Runs und Nissanka nach 56 Runs ausschied. Daraufhin konnte sich Kusal Mendis etablieren und an seiner Seite Charith Asalanka und Wanindu Hasaranga jeweils 37 Runs erreichen. Mendis beendete das Innings ungeschlagen mit einem Half-Century über 86* Runs. Beste australische Bowler waren Marnus Labuschagne mit 2 Wickets und 19 Runs und Ashton Agar mit 2 Wickets für 49 Runs. Für Australien konnte Eröffnungs-Batter Aaron Finch zusammen mit dem dritten Schlagmann Steve Smith 67 Runs erzielen. Nachdem Finch nach 44 Runs ausgeschieden war, begann es zu Regnen und nach einer Pause wurde die Overzahl auf 44 und die Vorgabe auf 282 Runs reduziert. An der Seite von Smith erreichte Marnus Labuschagne 24 Runs, bevor Smith selbst nach einem Half-Century über 53 Runs sein Wicket verlor. Daraufhin konnte Marcus Stoinis 44 Runs erzielen und als letzter Spieler sich Glenn Maxwell etablieren, der mit 80* Runs die Vorgabe zwei Over vor Ende einholte. Bester sri-lankischer Bowler war Wanindu Hasaranga mit 4 Wickets für 58 Runs. Als Spieler des Spiels wurde Glenn Maxwell ausgezeichnet.

### Zweites ODI in Harare
| 16. Juni Scorecard | Kandy | Sri Lanka 220-9 (47.4/47.4)                | – | Australien 189 (37.1/43) |
|                    |       | Sri Lanka gewinnt mit 26 Runs (D/L method) |   |                          |

Australien gewann den Münzwurf und entschied sich als Feldmannschaft zu beginnen. Die sri-lankischen Eröffnungs-Batter Danushka Gunathilaka und Pathum Nissanka konnten 18 bzw. 14 Runs erreichen, bevor sich eine Partnerschaft zwischen Kusal Mendis und Dhananjaya de Silva über 61 Runs herausbildete. De Silva verlor nach 34 Runs sein Wicket und Mendis nach 36 Runs. An der Seite vom hineinkommenden Kapitän Dasun Shanaka erzielte Chamika Karunaratne 18 Runs, bevor Dunith Wellalage aufs Feld kam. Shanaka schied nach 34 Runs aus und Wellalage verlor sein Wicket nach 20 Runs. Im 48. Over wurde das Spiel durch Regenfälle unterbrochen und das Innings vorzeitig beendet. Bester australischer Bowler war Pat Cummins mit 4 Wickets für 35 Runs. Für Australien erreichte von den Eröffnungs-Battern Aaron Finch 14 Runs und David Warner 37. Daraufhin konnten Steve Smith und Travis Head eine Partnerschaft aufbauen, die endete als Smith nach 28 Runs sein Wicket verlor. Für ihn kam Marnus Labuschagne ins Spiel, wobei Head nach 23 Runs ausschied und Labuschagne nach 18 Runs. Von den verbliebenen Battern erreichten Alex Carrey 15 Runs und Glenn Maxwell 30 Runs, was jedoch nicht ausreichte, um die Vorgabe einzuholen. Bester Bowler für Sri Lanka war Chamika Karunaratne der 3 Wickets für 47 erreichte und dafür als Spieler des Spiels ausgezeichnet wurde.

### Drittes ODI in Colombo
| 19. Juni Scorecard | Colombo (RPS) | Australien 291-6 (50)           | – | Sri Lanka 292-4 (48.3) |
|                    |               | Sri Lanka gewinnt mit 6 Wickets |   |                        |

Australien gewann den Münzwurf und entschied sich als Schlagmannschaft zu beginnen. Von den Eröffnungs-Battern konnte sich zunächst Aaron Finch etablieren. Dieser fand Marnus Labuschagne, mit dem er eine Partnerschaft über 69 Runs ausbauen konnte. Nachdem Labuschagne nach 29 Runs und Finch nach einem Fifty über 62 Runs ausgeschieden war, bildete sich eine Partnerschaft zwischen Alex Carey und Travis Head die zusammen 72 Runs erreichten. Carey verlor nach 49 Runs aus wurde durch Glenn Maxwell ersetzt, der 33 Runs erreichte. Head beendete mit einem Half-Century über 70* Runs das Innings und hatte dabei an seiner Seite Cameron Green mit 15* Runs. Bester sri-lankischer Bowler war Jeffrey Vandersay mit 3 Wickets für 49 Runs. Sri Lanka konnte mit den Eröffnungs-Battern Niroshan Dickwella und Pathum Nissanka eine erste Partnerschaft aufbauen. Dickwella schied nach 25 Runs aus und ihm folgte Kusal Mendis. Nissanka und Mendis bildeten eine Partnerschaft über 170* Runs, bevor Mendis nach 87 Runs verletzt ausschied. Ihm folgte Dhananjaya de Silva, der 25 Runs erreichte, bevor auch Nissanka nach einem Century über 137 Runs aus 147 Bällen sein Wicket verlor. Charith Asalanka konnte dann mit 13* Runs die Vorgabe Australiens im vorletzten Over einholen. Bester Bowler war Jhye Richardson mit 2 Wickets für 39 Runs. Als Spieler des Spiels wurde Pathum Nissanka ausgezeichnet.

### Viertes ODI in Colombo
| 21. Juni Scorecard | Colombo (RPS) | Sri Lanka 258 (49)           | – | Australien 254 (50) |
|                    |               | Sri Lanka gewinnt mit 4 Runs |   |                     |

Australien gewann den Münzwurf und entschied sich als Feldmannschaft zu beginnen. Nachdem Pathum Nissanka 13 Runs und Kusal Mendis 14 Runs erreicht hatte, konnte sich eine Partnerschaft zwischen Dhananjaya de Silva und Charith Asalanka über 101 Runs etablieren. De Silva schied nach einem Half-Century über 60 Runs aus und an der Seite von Asalanka erreichte Dunith Wellalage 19 Runs. Asalanka verlor sein Wicket nach einem Century über 110 Runs aus 106 Bällen und Wanindu Hasaranga konnte zum Abschluss 21* Runs erreichen, bevor das letzte Wicket fiel. Drei australische Bowler erreichten jeweils 2 Wickets: Mitchell Marsh für 29 Runs, Pat Cummins für 37 Runs und Matthew Kuhnemann für 56 Runs. Für Australien konnte sich Eröffnungs-Batter David Warner etablieren. An seiner Seite erzielten Mitchell March 26, Marnus Labuschagne 14, Alex Carey 19 und Travis Head 27 Runs. Warner schied nach einem Fifty über 99 Runs aus. Daraufhin konnte Cameron Green 13 Runs erreichen und die verbliebenen Batter, Pat Cummins mit 35 Runs und Matthew Kuhnemann mit 15 Runs waren nicht in der Lage die Vorgabe einzuholen. Für Sri Lanka erreichten drei Spieler jeweils 2 Wickets: Chamika Karunaratne für 19 Runs, Dhananjaya de Silva für 39 Runs und Jeffrey Vandersay für 40 Runs. Als Spieler des Spiels wurde Charith Asalanka ausgezeichnet.

### Fünftes ODI in Colombo
| 24. Juni Scorecard | Colombo (RPS) | Sri Lanka 160 (43.1)             | – | Australien 164-6 (39.5) |
|                    |               | Australien gewinnt mit 4 Wickets |   |                         |

Sri Lanka gewann den Münzwurf und entschied sich als Schlagmannschaft zu beginnen. Nachdem die Eröffnungs-Batter früh ausschieden konnte sich Kusal Mendis etablieren. An seiner Seite erreichte Charith Asalanka 14 Runs, bevor Mendis nach 26 Runs ausschied. Daraufhin war es Chamika Karunaratne der an den Schlag kam. Nachdem Pramod Madushan 15 Runs erzielt hatte, war es Karunaratne der das letzte Innings nach einem Half-Century über 75 Runs verlor. Beste australische Bowler mit jeweils 2 Wickets waren Josh Hazlewood und Pat Cummins für jeweils 22 Runs und Matthew Kuhnemann für 26 Runs. Für Australien konnte der dritte Schlagmann Mitchell Marsh zusammen mit Marnus Labuschagne eine erste Partnerschaft aufbauen. Marsh schied nach 24 Runs aus und wurde durch Alex Carey ersetzt. Nach einer Partnerschaft über 51 Runs verlor Labuschagne nach 31 Runs sein Wicket und es folgte Glenn Maxwell der 16 Runs erreichte. Zusammen mit Cameron Green konnte Carey dann die sri-lankische Vorgabe einholen, wobei Carey 45* Runs und Green 25* Runs erreichte. Bester sri-lankischer Bowler war Dunith Wellalage. Als Spieler des Spiels wurde Chamika Karunaratne ausgezeichnet.

## Tests

### Erster Test in Galle
| 29. Juni – 3. Juli Scorecard | Galle | Sri Lanka 212 (59) & 113 (22.5)   | – | Australien 321 (70.5) & 10-0 |
|                              |       | Australien gewinnt mit 10 Wickets |   |                              |

Sri Lanka gewann den Münzwurf und entschied sich als Schlagmannschaft zu beginnen. Die sri-lankischen Eröffnungs-Batter, Pathum Nissanka und Dimuth Karunaratne, erreichten zusammen 38 Runs. Nissanka schied nach 23 Runs aus und es folgte Angelo Mathews als neuer Partner an der Seite von Karunaratne. Nachdem Karunaratne nach 28 Runs sein Wicket verlor und Dhananjaya de Silva 14 Runs erreicht hatte, konnte sich Niroshan Dickwella etablieren. Mathews schied nach 29 Runs aus und Ramesh Mendis konnte 22 Runs erzielen, bevor auch Dickwella nach einem Half-Century über 58 Runs ausschied. Beste australische Bowler waren Nathan Lyon mit 5 Wickets für 90 Runs und Mitchell Swepson mit 3 Wickets für 55 Runs. Für Australien etablierte sich Eröffnungs-Batter Usman Khawaja und an seiner Seite erzielten David Warner 25 und Marnus Labuschagne 13 Runs, bevor der Tag beim Stand von 98/3 endete. Am zweiten Tag fand Khawaja Cameron Green als neuen Partner, schied jedoch nach einem Fifty über 71 Runs aus. Green setzte das Spiel mit Alex Carey fort, der 45 Runs erreichte, bevor auch Green nach 77 Runs sein Wicket verlor. Die neue Partnerschaft zwischen Kapitän Pat Cummins und Nathan Lyon beendete den Tag beim Stand von 313/8. Am dritten Tag schied Commins nach 26 Runs aus und Lyon beendete mit ungeschlagenen 15* Runs das Innings mit einem Vorsprung von 109 Runs. Bester sri-lankischer Bowler war Ramesh Mendis mit 4 Wickets für 112 Runs. In der sri-lankischen Antwort verlor Dimuth Karunaratne nach 23 Runs sein Wicket und Pathum Nissanka schied nach 14 Runs aus. Von den verbliebenen Battern war Dinesh Chandimal mit 13 Runs der erfolgreichste Schlagmann. Am Ende des Innings hatte Sri Lanka lediglich einen Vorsprung von 5 Runs. Beste australische Bowler waren Travis Head mit 4 Wickets für 10 Runs und Nathan Lyon mit 4 Wickets für 31 Runs. David Warner erzielte 10 Runs in vier Bällen und beendete so das Spiel mit einem Sieg für Australien. Als Spieler des Spiels wurde Cameron Green ausgezeichnet.

### Zweites Test in Galle
| 8. – 11. Juli Scorecard | Galle | Australien 364 (110) & 151 (41)                | – | Sri Lanka 554 (181) |
|                         |       | Sri Lanka gewann mit einem Innings und 39 Runs |   |                     |

Australien gewann den Münzwurf und entschied sich als Schlagmannschaft zu beginnen. Eröffnungs-Batter Usman Khawaja konnte mit dem dritten Schlagmann Marnus Labuschagne eine erste Partnerschaft aufbauen. Khawaja schied nach 37 Runs aus und wurde durch Steve Smith gefolgt. Zusammen mit Labuschagne erreichte er eine Partnerschaft über 134 Runs, bevor Labuschagne nach einem Century über 104 Runs aus 156 Bällen ausschied. Als nächster Spieler konnte sich Alex Carey an der Seite von Smith etablieren, bevor der Tag beim Stand von 298/5 endete. Am zweiten Tag schied Carey nach 28 Runs aus und da sich kein anderer Spieler mehr etablieren konnte, endete das Innings nach 364 Runs. Smith konnte dabei ein ungeschlagene 145* Runs aus 272 Bällen erreichen. Bester sri-lankischer Bowler war Prabath Jayasuriya mit 6 Wickets für 118 Runs. Für Sri Lanka konnte Eröffnungs-Batter Dimuth Karunaratne mit Kusal Mendis eine Partnerschaft über 152 Runs aufbauen. Nachdem Karunaratne nach 86 Runs ausgeschieden war, folgte ihm Angelo Mathews und der Tag endete beim Stand von 184/2. Am dritten Tag verlor mendis nach einem Half-Century über 85 Runs sein Wicket und wurde durch Dinesh Chandimal ersetzt. Nachdem Mathews nach 52 Runs ausgeschieden war, konnte an der Seite von Chandimal Kamindu Mendis 61 Runs erreichen. Der Tag endete beim Stand von 431/6. Am vierten Tag konnte Ramesh Mendis 29 Runs erreichen, bevor Chandimal das Innings mit ungeschlagenen 206* Runs aus 326 Bällen und einem Vorsprung von 190 Runs beendete. Beste australische Bowler waren Mitchell Starc mit 4 Wickets für 89 Runs und Mitchell Swepson mit 3 Wickets für 103 Runs. In ihrem zweiten Innings bildeten David Warner und Usman Khawaja eine erste Partnerschaft. Warner schied nach 24 Runs aus und kurz danach auch Khawaja nach 29 Runs. Daraufhin bildeten Marnus Labuschagne und Cameron Green eine Partnerschaft. Labuschagne verlor nach 32 Runs sein Wicket und Green nach 23 Runs. Eine letzte Partnerschaft bildeten Alex Carey und Pat Cummins, doch nachdem Cummins nach 16 Runs ausschied verblieb Carey bei 16* Runs, was nicht ausreichte, um die Vorgabe Sri Lankas einzuholen. Bester sri-lankischer Bowler war Prabath Jayasuriya mit 6 Wickets für 118 Runs, der für seine 12 Wickets bei seinem Debüt als Spieler des Spiels ausgezeichnet wurde.

## Auszeichnungen

### Player of the Series
Als Player of the Series wurden der folgende Spieler ausgezeichnet.
| Serie   | Player of the Series |
| ------- | -------------------- |
| Test    | Dinesh Chandimal     |
| ODI     | Kusal Mendis         |
| Tweny20 | Aaron Finch          |

### Player of the Match
Als Player of the Match wurden die folgenden Spieler ausgezeichnet.
| Spiel       | Player of the Match |
| ----------- | ------------------- |
| 1. Test     | Cameron Green       |
| 2. Test     | Prabath Jayasuriya  |
| 1. ODI      | Glenn Maxwell       |
| 2. ODI      | Chamika Karunaratne |
| 3. ODI      | Pathum Nissanka     |
| 4. ODI      | Charith Asalanka    |
| 5. ODI      | Chamika Karunaratne |
| 1. Twenty20 | Josh Hazlewood      |
| 2. Twenty20 | Matthew Wade        |
| 3. Twenty20 | Dasun Shanaka       |